# Dominique Dhombres
Pour les articles homonymes, voir Dhombres.
Dominique Dhombres est un journaliste français, né le 20 mai 1947.

## Biographie
Ancien élève de l'École normale supérieure (1967 L), il est titulaire d’une maîtrise de philosophie. Son mémoire s'intitule : Négation des attributs de Dieu, divinisation de l’homme : la théologie négative de Maître Eckhart (1970, bibliothèque ENS). 
Il entre au service économique de l’Agence France-Presse (1974), puis à la rubrique éducation du journal Le Monde (1975). Il passe au service étranger du Monde, où il est d’abord rubriquard au bureau Amériques de ce quotidien (1976). 
Il est ensuite nommé correspondant en URSS (1984), en Grande-Bretagne (1987) et en Amérique du Sud, basé à Rio de Janeiro (1994). De retour en France, au siège du Monde, il est éditorialiste (1996) puis chroniqueur (2001). 
Il est chargé d’un billet quotidien, en avant-dernière page, consacré à la télévision.
Il quitte Le Monde en 2009. Il est désormais un des contributeurs réguliers de la page « Digression » de l’hebdomadaire Politis, et du magazine en ligne Slate.fr.
Dominique Dhombres est marié et père de deux enfants : Ferdinand (né en 1977) et Donatien (né en 1992).